# (33501) Juliethompson
1999 GJ20 (asteroide 33501) é um asteroide da cintura principal. Possui uma excentricidade de 0.18047470 e uma inclinação de 4.33642º.
Este asteroide foi descoberto no dia 15 de abril de 1999 por LINEAR em Socorro.